# Buldir Island
Buldir Island (auch Buldyr Island) ist eine kleine Insel in den westlichen Aleuten im US-Bundesstaat Alaska. Sie liegt in der Mitte zwischen den Near Islands im Westen und den Rat Islands im Osten.

## Geographie
Die jetzt unbewohnte Insel (Stand: 2000) hat eine Fläche von 19,291 km² bei einer maximalen Länge von 7 km und einer größten Breite von 4 km. Die beiden Vulkane auf der Insel sind der 656 m hohe Buldir-Vulkan, der den größten Teil der Insel einnimmt und der East-Cape-Vulkan im Nordosten der Insel. Die Küstenlinie besteht oft aus steilen Klippen.

## Geschichte
Ausgrabungen zeigen, dass die Insel in früheren Zeiten mehrmals bewohnt gewesen ist, unterbrochen von längeren unbewohnten Perioden. Von der seit 1768 ausgestorbenen Stellers Seekuh wurden gut erhaltene Knochen gefunden. Vor dieser Entdeckung hat es keine archäologischen Funde dieser Seekuh außerhalb der Kommandeurinseln gegeben. Außerdem wurde eine einzigartige Hauskonstruktion aus Walknochen gefunden, eines der wenigen ausgegrabenen Häuser der Unangan überhaupt.

## Vogelkolonie
Die Insel ist Heimat für 21 Arten von brütenden Seevögeln und somit die vielfältigste Seevogelkolonie der nördlichen Hemisphäre, die im Einzelnen aus Schopfalk, Zwergalk, Bartalk, Papageientaucher, Sturmschwalben und anderen Arten bestehen. Die ehemals vom Aussterben bedrohten Aleuten-Zwergkanadagans (Branta hutchinsii leucopareia) brütet nur noch auf dem fuchsfreien Buldir und auf Chagulak Island. Auf Buldir zählte man 1962 noch 56 Tiere. 2001 hat sich der Bestand wieder auf 37.000 Tiere erholt.